# رنگینک کلاه‌قرمزی
رنگینک کلاه‌قرمزی (نام علمی: Pipra aureola) نام یک گونه از سرده رنگینک است.